# Régis Debray

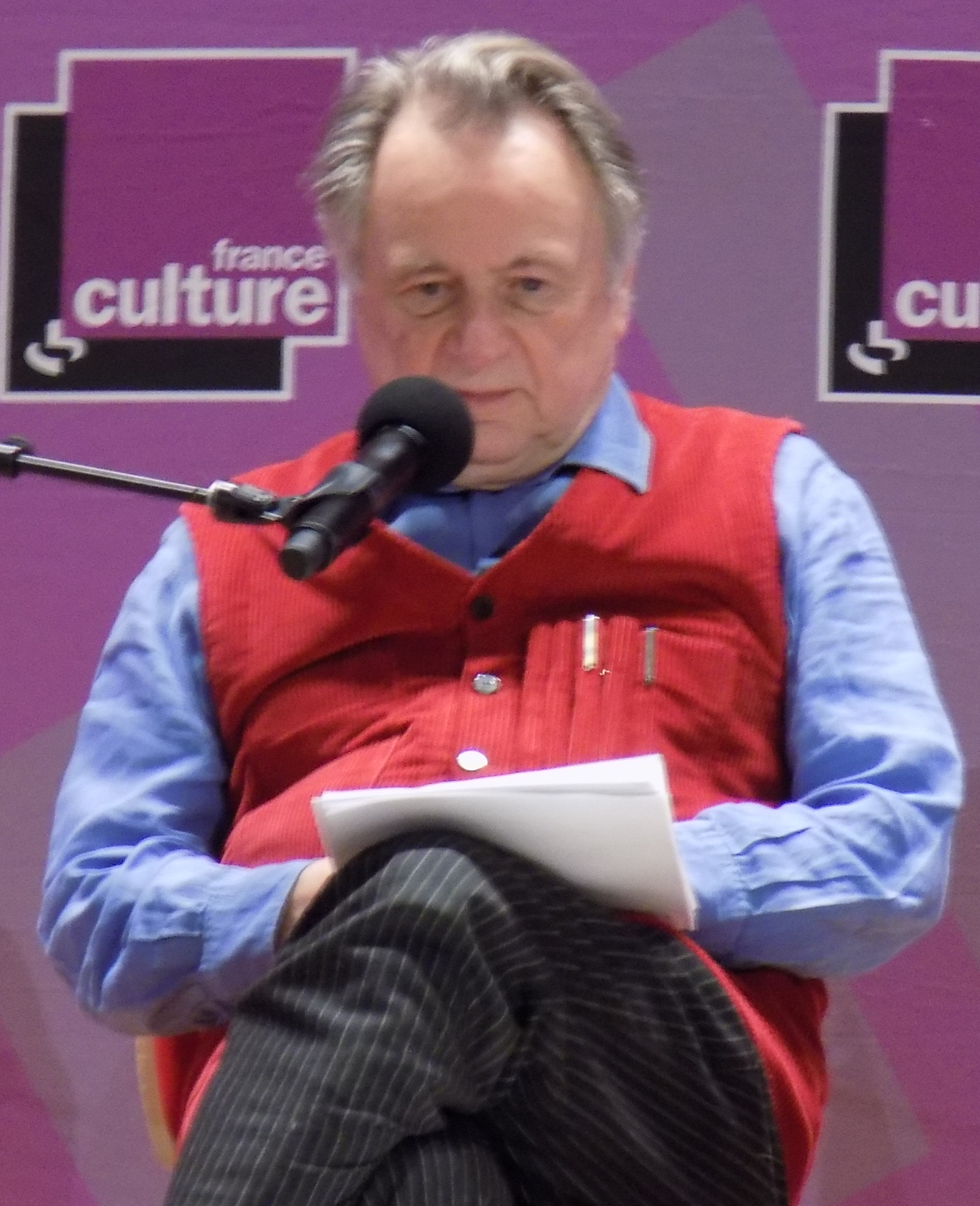
Debray 2016

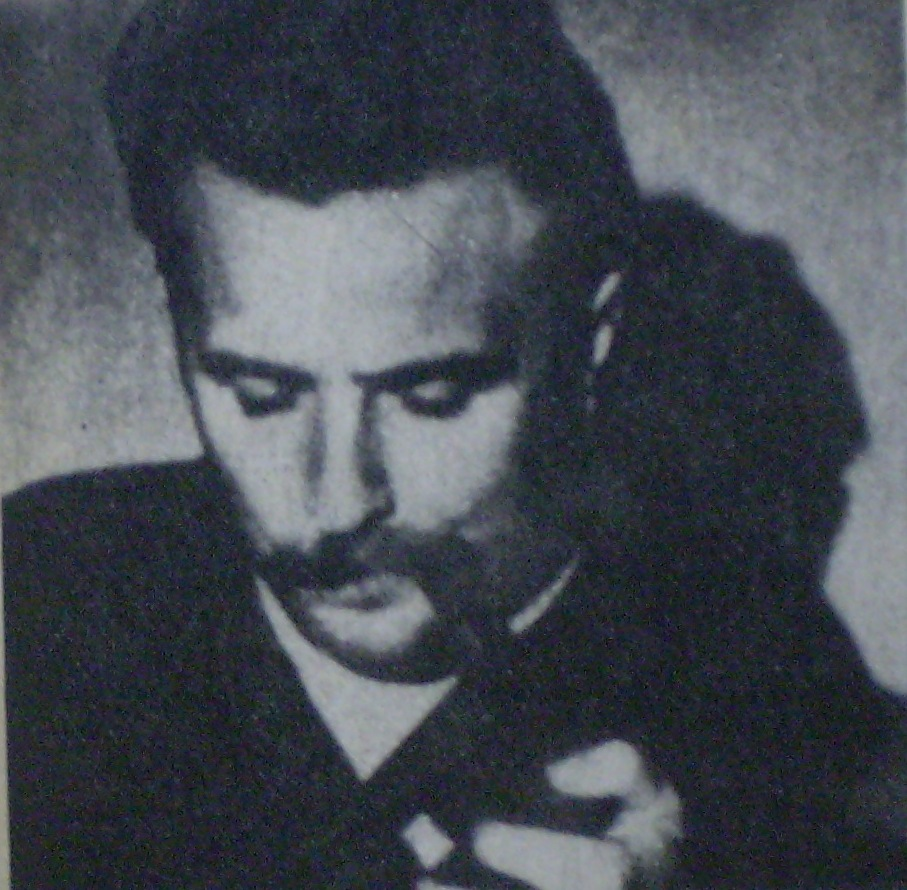
Régis Debray um 1970

Régis Jules Debray (* 2. September 1940 in Paris) ist ein französischer Philosoph, Journalist, Schriftsteller und Professor; im Frühjahr 1967 war er kurzfristig Kampfgenosse Che Guevaras.

## Leben
Régis Debray ist der Sohn des Rechtsanwalts Georges Debray und dessen Frau, der Rechtsanwältin und Politikerin Janine Alexandre-Debray (1910–2000). Er war Schüler des Lycée Janson de Sailly in Paris. Er studierte Philosophie an der École normale supérieure (Paris), unter anderem bei Louis Althusser, und an der Université Paris 1 Panthéon-Sorbonne.
Debray hielt sich auf Einladung Fidel Castros ab 1965 in Kuba auf. Im März 1967 stieß er zu einer Truppe der von Che Guevara angeführten bolivianischen Guerillabewegung Ejército de Liberación Nacional (ELN; deutsch Nationale Befreiungsarmee). Debray wurde am 20. April 1967 in Bolivien gefangen genommen und dort am 17. November 1967 zu 30 Jahren Haft verurteilt, weil er den Guerillakampf aktiv unterstützt habe. Debray behauptete hingegen, er habe nicht aktiv in der Guerilla gekämpft, er sei nur ein „intellektueller Revolutionär“. Nach Intervention der französischen Regierung wurde Debray, der einer einflussreichen Familie entstammte, während der kurzen Regierungszeit des linksgerichteten Generals Juan José Torres am 23. Dezember 1970 nach drei Jahren in bolivianischen Gefängnissen freigelassen.
Danach ging er nach Chile, wo er zum Freundes- und Beraterkreis des sozialistischen Präsidenten Salvador Allende zählte, dessen Politik er später in Büchern und Schriften darstellte und analysierte.
Debray plante zusammen mit Monika Ertl, die der bolivianischen ELN angehörte, Beate und Serge Klarsfeld sowie Gustavo Sánchez Salazar eine letztlich nicht durchgeführte Entführung des ehemaligen SS-Chefs von Lyon, Klaus Barbie, der unter dem falschen Namen „Klaus Altmann“ in Bolivien lebte und für das bolivianische Innenministerium arbeitete. Das Ziel war, Barbie über Chile nach Frankreich zu bringen, um ihn dort vor Gericht zu stellen. Gleichzeitig wollte man mit dieser Tat eine geistige Verbindung zwischen dem antifaschistischen Kampf der ELN und dem der französischen Résistance herstellen.
Nach Allendes Sturz kehrte Debray in seine Heimat Frankreich zurück.
Debray verarbeitete zunächst seine Erfahrungen in Lateinamerika in zahlreichen revolutionstheoretischen Werken (Revolution in der Revolution, Kritik der Waffen), aber auch mit Romanen wie etwa L’indésirable oder La neige brûle (dt. Ein Leben für ein Leben), mit dem er der in Bolivien umgekommenen deutschen Guerillakämpferin Monika Ertl ein literarisches Denkmal setzte und für den er 1977 den Prix Femina erhielt.
Umstritten ist, ob die späteren RAF-Mitbegründer Andreas Baader und Gudrun Ensslin Unterschlupf in Debrays Pariser Wohnung fanden. Er hatte bedeutenden Einfluss auf die deutsche Neue Linke, der durch die schnelle Übersetzung seines „guevaristischen“ Buches Revolution in der Revolution bei Trikont in München (1967) möglich wurde.
In den 80er Jahren beriet Debray den französischen Präsidenten François Mitterrand in außenpolitischen Fragen. Unter Jacques Chirac gehörte er einer Kommission an, die sich mit religiösen Symbolen im Schulwesen befasste und ein Schleierverbot in den Schulen empfahl.
Wissenschaftsgeschichtlich bedeutsam ist seine Begründung der Mediologie, die er seit den 90er Jahren als umfassende Medientheorie entwickelte und propagierte. Anders als technikgeschichtliche oder anthropologisch zentrierte Medientheorien konzentriert sich diese vor allem auf die vielfältigen, auch vorelektrischen Methoden der Übertragung (französisch transmission).
Im Mai 2010 erschien bei Flammarion in Paris sein israelkritisches Buch À un ami israélien mit einer Antwort von Elie Barnavi, dem Historiker und ehemaligen israelischen Botschafter in Frankreich.

## Preise und Auszeichnungen
Régis Debray war von 2011 bis 2016 Mitglied der Académie Goncourt. Seine Nachfolgerin ist Virginie Despentes.
2013 wurde er mit dem Manès-Sperber-Preis ausgezeichnet.

## Privates
Debray war mit der venezolanischen Anthropologin Elizabeth Burgos (* 1941) verheiratet und hat mit ihr eine Tochter, die Schriftstellerin Laurence Debray (* 1976). Aus seiner zweiten Ehe entstammt sein Sohn Antoine.

## Film und Fernsehen
- In Che – Guerrilla wurde Debray von Marc-André Grondin dargestellt.
- In Die drei Gesichter der Tamara Bunke wurde Debray von Gerhart Lippert dargestellt.

## Schriften (Auswahl)
- 1967   Revolution in der Revolution? Bewaffneter Kampf und politischer Kampf in Lateinamerika. Trikont-Verlag, München
- 1968   mit Fidel Castro Der lange Marsch. Wege der Revolution in Lateinamerika. Trikont-Verlag, München
- 1972   mit Salvador Allende, Der chilenische Weg. Luchterhand, Neuwied
- 1975   Kritik der Waffen. Wohin geht die Revolution in Lateinamerika? Rowohlt, Reinbek bei Hamburg
- 1975   Spanien nach Franco. (Mit Santiago Carrillo und Max Gallo). VSA Verlag für das Studium der Arbeiterbewegung, Berlin
- 1979   Ein Leben für ein Leben. Roman. Edition Gebühr bei Claassen, Düsseldorf. ISBN 978-3-546-42017-4
- 1984   Voltaire verhaftet man nicht. Die Intellektuellen und die Macht in Frankreich. Edition Maschke, Hohenheim
- 1999, 2007, 2013   Jenseits der Bilder. Eine Geschichte der Bildbetrachtung im Abendland. Avinus Verlag, Rodenbach 
           (Original: Vie et mort de l’image. Une histoire du regard en Occident. Gallimard, Paris 1992)
- 2003   Einführung in die Mediologie. Facetten der Medienkultur. Haupt, Bern. ISBN 978-3-930064-79-3
- 2011   Brief an einen israelischen Freund. Laika-Verlag, Hamburg. ISBN 978-3-942281-03-4 
           (Original: À un ami israélien: Avec une réponse d’Elie Barnavi. Flammarion, Paris 2010)
- 2016   Lob der Grenzen. Laika-Verlag Hamburg. ISBN 978-3-944233-60-4